# Santiago Muñoz Machado
Santiago Muñoz Machado (Pozoblanco, 1949) és un jurista espanyol, membre de la Reial Acadèmia de Ciències Morals i Polítiques i acadèmic i secretari de la Reial Acadèmia Espanyola. El 20 de desembre de 2018 ha estat escollit director de la Reial Acadèmia Espanyola.

## Biografia
Llicenciat en dret, el 1973 ingressà al Cos Superior d'Administradors Civils de l'Estat (quan es deia Tècnic d'Administració Civil) i ha prestat serveis en Presidència del Govern entre 1973 i 1980. L'any 1980 va obtenir la càtedra de dret administratiu a la Universitat de València i poc després a la facultat de dret de la Universitat d'Alcalá de Henares. L'any 1980 també va fundar el gabinet Muñoz Machado Abogados, que presideix des d'aleshores. El 1994 va obtenir la càtedra de dret administratiu a la Universitat Complutense de Madrid.
Muñoz Machado també dirigeix l'editorial Iustel, és acadèmic de nombre i secretari de la Reial Acadèmia Espanyola, Acadèmic de nombre de la Reial Acadèmia de Ciències Morals i Polítiques, acadèmic d'Honor de la Reial Acadèmia de Còrdova de Ciències, Belles Lletres i Nobles Arts, de l'Academia Nacional de Derecho y Ciencias Sociales de Buenos Aires i de la International Academy of Comparative Law.

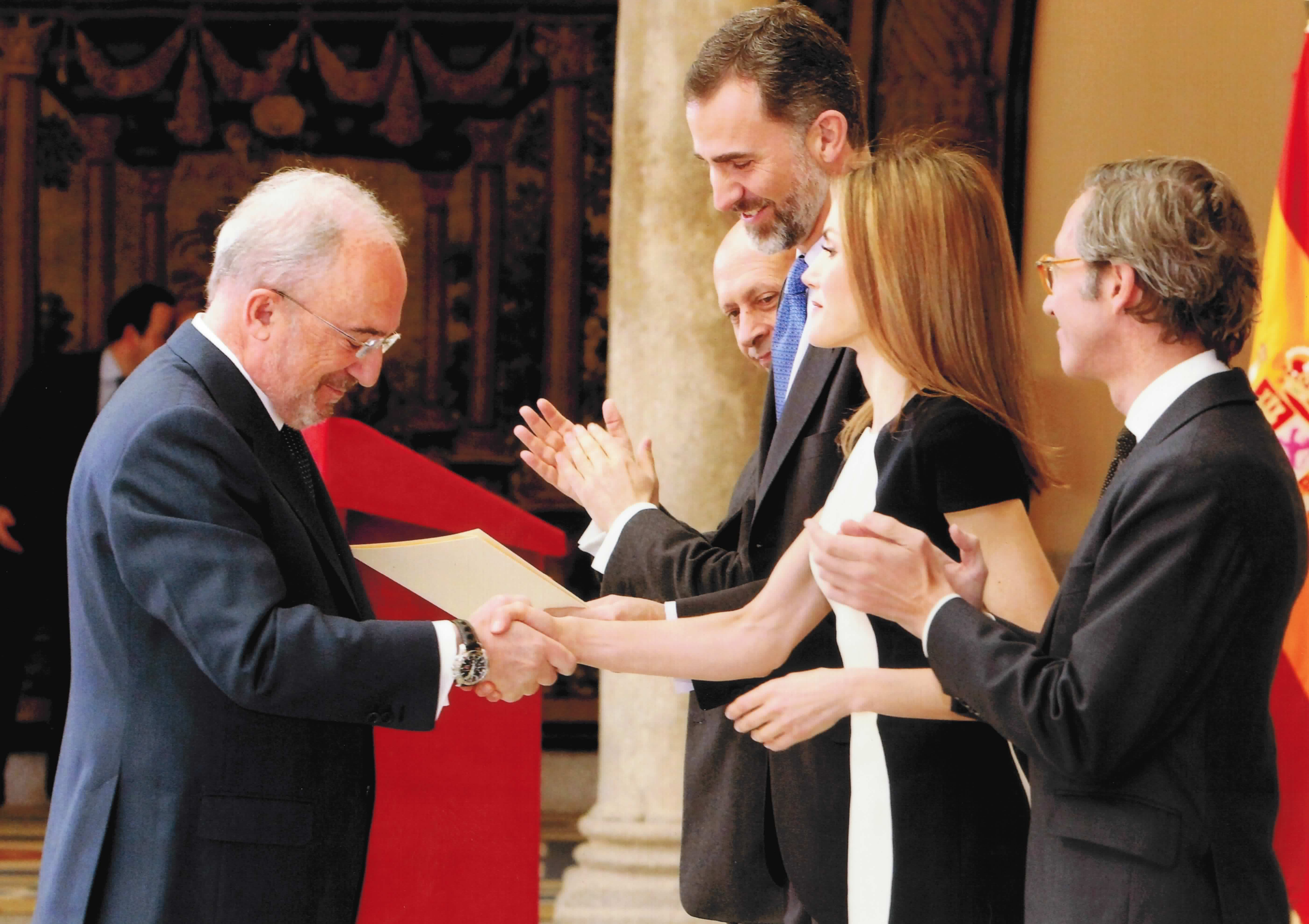
Els reis d'Espanya entreguen el Premi Nacional d'Assaig 2013 a Santiago Muñoz Machado

Com a autor d'obra jurídica, ha aportat solucions als problemes que han anat sorgint a Espanya des que es va aprovar la Constitució: inicialment es va centrar en l'elaboració d'un sistema jurídic útil al nou Estat de les Autonomies(Las potestades legislativas de las Comunidades Autónomas, 1979, i Derecho Público de las Comunidades Autónomas, 2 volums, 1982 i 1984, Premi Adolfo Posada), després en els nous dubtes que provocava la integració d'Espanya en la Comunitat Europea o les noves tecnologies (La regulación de la red, poder y Derecho en Internet, 2000), les conseqüències de la liberalització econòmica i les eines que posa l'ordenament jurídic a la disposició dels nous reguladors, sempre parant esment especial als serveis sanitaris públics, als quals va dedicar la seva tesi doctoral, al tercer sector o al Dret municipal, però sense deixar d'ocupar-se de les llibertats públiques a Espanya. Però la seva obra més rotunda i significativa és el seu Tratado de Derecho Administrativo y Derecho Público General, una sistematització totalment nova del Dret Públic del nostre temps que té en compte les circumstàncies que han canviat des que es van publicar les grans obres que encara serveixen de referència per a l'estudi del Dret: de la centralització de l'Estat a una forta descentralització; de l'estatalització dels serveis públics i la presència de l'Estat al mercat com a gestor d'empreses, a un sistema liberalitzat en el qual l'Estat ocupa funcions de regulador i només excepcionalment de gestor; d'un Dret gairebé exclusivament estatalitzat, a un sistema jurídic europeïtzat i globalitzat. Per altra banda, en Informe sobre España i Cataluña y las demás Españas es mostra partidari del reconeixement constitucional de la singularitat catalana i regular-ne les relacions amb l'Estat mitjançant un Estatut d'autonomia.
És Doctor Honoris Causa per la Universitat de València, per la Universitat de Còrdova i per la Universitat d'Extremadura També ha rebut la Distinció Abderramán III de la Universitat de Còrdova
Ha estat guardonat amb el Premi Nacional d'assaig de les Lletres Espanyoles de 2013, per Informe sobre España: repensar el Estado o destruirlo i el 1984 va obtenir el Premi Adolfo Posada per Derecho público de las comunidades autónomas

## Obres
- La sanidad pública en España (evolución histórica y situación actual), Instituto de Estudios Administrativos, Madrid, 1975.
- Expropiación y Jurisdicción, Instituto de Estudios Administrativos, Madrid, 1.976.
- Las elecciones locales (en colaboración con L. Cosculluela Montaner) Civitas, Madrid, 1979.
- El ordenamiento jurídico de la Comunidad Europea y la Constitución Española, Ed. Civitas, Madrid, 1980.
- Las potestades legislativas de las Comunidades Autónomas, Civitas, Madrid, 1979, 2ª Edición, 1981.
- Derecho Público de las Comunidades Autónomas, 2 tomos, Civitas 1982 y 1984, 2ª ed Iustel 2006).
- La libertad de ejercicio de la profesión y el problema de las atribuciones de los técnicos titulados, en colaboración con L. Parejo Alfonso y E. Ruiloba Santana, Instituto de Estudios de Administración Local, Madrid, 1.983.
- Cinco Estudios sobre el poder y la técnica de legislar, Civitas, Madrid, 1.986.
- El Estado, el Derecho Interno y la Comunidad Europea, Civitas, Madrid, 1.986.
- Tratado de Derecho Comunitario Europeo. Estudio sistemático desde el Derecho Español. Ed. Civitas, 1.986, 3 vols. (Dir, junto a E. García de Enterría, y J. González Campos).
- Libertad de prensa y procesos por difamación, Ariel, 1.988.
- Tratado de Derecho Municipal, 2 vols, Ed. Civitas, 1988. 2ª ed., Civitas 2003.
- La reserva de jurisdicción, La Ley, 1989.
- La Unión Europea y las mutaciones del Estado, Alianza Universidad, Madrid, 1.993.
- Público y privado en el mercado europeo de la televisión, Civitas, Madrid, 1993.
- La formación y la crisis de los servicios sanitarios públicos, Alianza Editorial, Madrid, 1.995.
- La responsabilidad civil concurrente de las Administraciones Públicas (y otros estudios sobre responsabilidad), 2ª edic. Civitas, Madrid, 1.998. 1ª ed, Civitas 1992.
- Derecho Europeo del Audiovisual (Actas del Congreso dirigido por S. Muñoz Machado, organizado por la Asociación Europea de Derecho del Audiovisual presidida por él, celebrado en Sevilla en Octubre de 1996), Escuela Libre Editorial, Madrid, 1.997, 2 vols.
- Política social de la Unión Europea en materia de minusvalías (Dir., con R. de Lorenzo García), Escuela Libre Editorial, Madrid, 1.997.
- Servicio Público y Mercado (4 volúmenes) Civitas, Madrid, 1.998; Volumen I, Los fundamentos; Volumen II, Las telecomunicaciones; Volumen III, La televisión; Volumen IV, El sistema eléctrico.
- Las estructuras del bienestar, 4 volúmenes, Director con J.L. García Delgado i L. González Seara), Escuela Libre Editorial, Ed. Cívitas, 1997-2002; Vol I: Derecho, economía y sociedad en España; Vol II: Las estructuras del bienestar en Europa; Vol III: Propuesta de reforma y nuevos horizontes.
- Los animales y el Derecho, Civitas, Madrid, 1999.
- La regulación de la red. Poder y Derecho en Internet. Taurus, Madrid, 2.000.
- La resurrección de las ruinas (El caso del Teatro Romano de Sagunto), Civitas, Madrid, 2002.
- Los grandes procesos de la Historia de España, Crítica, Barcelona, 2002.
- Tratado de Derecho Administrativo y Derecho Público General
  - I. La formación de las instituciones públicas y su sometimiento al Derecho, 1ª ed. Civitas-Aranzadi, 2004; 2ª ed. Iustel 2006; reimpresión 2009. 1440 págs.
  - II. El ordenamiento jurídico, Iustel, Madrid, 2006. 1408 págs.
  - III. La organización territorial del Estado. Las Administraciones Públicas, Iustel, Madrid, 2009. 1240 págs.
  - IV. La actividad administrativa, Iustel, Madrid, 2011, 1108 págs.
- Constitución, Ed. Iustel, 2004. 352 págs.
- Diccionario de Derecho Administrativo, Iustel, Madrid, 2005. 2 vols., 2.736 páginas
- Comentarios a las Leyes de Fundaciones y mecenazgo (Dir. Junto con M. Cruz Amorós y R. de Lorenzo García), Iustel, Madrid, 2005.
- El problema de la vertebración del Estado en España (Del siglo XVIII al siglo XXI), Iustel, 2006. 384 págs.[17]
- El Estado-Nación en dos encrucijadas históricas (Director junto con J.M. de Bernardo Ares), Iustel, Madrid, 2006.
- Comentarios al Estatuto de Autonomía para Andalucía (Dir. junto con M. Rebollo Puig), Civitas, Madrid, 2008.
- Constitución y Leyes Administrativas fundamentales. Autor junto con Tomás Ramón Fernández i Juan Alfonso Santamaría Pastor, Iustel, 2008.
- Comentarios a la Ley de la Lectura del Libro y de las Bibliotecas, Iustel, Madrid, 2008.[18]
- Código de las Leyes Administrativas. Autor junto con Eduardo García de Enterría i Juan Francisco Mestre Delgado, 16ª edición, Civitas Thomson Reuters, 2012.
- El Planeamiento Urbanístico, (junto con el Catedrático de Derecho Administrativo prof. Mariano López Benitez), 2ª ed. Colección Biblioteca de Derecho Municipal, Iustel, 2009.
- Derecho de la Regulación Económica, I. Fundamentos e instituciones de la regulación (S. Muñoz Machado y J. Esteve Pardo, Dirs.), Iustel, Madrid, 2009
- Derecho de la Regulación Económica, III. Sector energético, 2 Tomos (S. Muñoz Machado, M. Serrano González y Mariano Bacigalupo, Dirs.)., Iustel, Madrid, 2009
- Anuario de Derecho de Fundaciones, Iustel, Madrid, 2009.
- Riofrío. La justicia del señor Juez Arxivat 2015-12-08 a Wayback Machine., Edhasa, 2010.[19]
- Tratado de Derecho Municipal, 4 vols., 3ª ed., Iustel, 2011.
- Sepúlveda, cronista del emperador Arxivat 2015-12-08 a Wayback Machine., Edhasa, 2012.
- Informe sobre España. Repensar el Estado o destruirlo Arxivat 2015-12-08 a Wayback Machine., Editorial_Critica, 2012, 4ª ed. 2014.[20][21][22][23][24]
- Derecho de la Regulación Económica, V: Audiovisual, Director, Iustel, 2012.
- Los itinerarios de la libertad de palabra Arxivat 2015-12-08 a Wayback Machine., Editorial_Critica, Barcelona, 2013.[25]
- Crisis y reconstitución de la estructura territorial del Estado, Iustel, serie Conferencias-1, Madrid, 2013.
- Las Comunidades Autónomas y la Unión Europea Arxivat 2016-03-05 a Wayback Machine., Academia Europea de Ciencias y Artes, Madrid, 2013.
- Sobre la pobreza y el Derecho, Iustel, serie Conferencias-2, Madrid, 2014.[26][27]
- Cataluña y las demás Españas Arxivat 2015-12-08 a Wayback Machine., Editorial_Critica, Madrid, 2014.[28][29][30]
- Historia de la Abogacía Española Arxivat 2015-12-11 a Wayback Machine. (II volums, 2.000 páginas, Thomson Aranzadi, Madrid 2015).[31][32]